# Transactinide
De transactinoïden (verouderd: transactiniden) zijn de chemische elementen met een atoomnummer dat hoger is dan 103. De naam 'transactinoïde' betekent eigenlijk "voorbij de actinoïden"; de actinoïden zijn de elementen in de reeks van actinium (atoomnummer 89) tot lawrencium (atoomnummer 103).  
Alle transactinoïden zijn per definitie ook transuranen, omdat hun atoomnummer boven dat van uranium (atoomnummer 92) ligt. 
Alle transactinoïden, met uitzondering van dubnium, zijn zeer instabiel. Hun halveringstijd wordt uitgedrukt in seconden of nog kortere eenheden. 
Alle transactinoïden hebben in de grondtoestand elektronen in de subschil 6d; daarom behoren deze elementen tot het d-blok. 
Ook de laatste van de actinoïde-reeks, lawrencium, heeft een elektron in de 6d subschil.
De naamgeving van de eerste vijf of zes transactinoïden heeft een controverse opgeleverd. Gewoonlijk krijgen hypothetische elementen een systematische elementnaam met drie-letterig symbool. Nadat de ontdekking van het element is bevestigd, krijgen zij een nieuwe naam, met een twee-letterig symbool. De genoemde transactinoïden behielden echter vele jaren hun drie-lettersymbool.
Alle transactinoïden zijn radioactief en worden niet in de natuur aangetroffen, maar in laboratoria gevormd, waarbij ze door hun instabiliteit ook direct weer vervallen. 
De transactinoïden zijn genoemd naar kernfysici of naar plaatsen die bij de synthese van deze elementen een belangrijke rol hebben gespeeld. 
Nobelprijswinnaar Glenn Seaborg, die het begrip 'actinide' voor het eerst introduceerde, wat leidde tot de acceptatie van de actinoïdereeks, was ook degene die het bestaan van een transactinoïdereeks suggereerde, bestaande uit de elementen met atoomnummers 104 tot 121 en een superactinoïdereeks die min of meer elementen met atoomnummers 122 tot 153 omvat. Een van de transactinoïden, seaborgium, werd naar hem genoemd. 

## Lijst van transactinoïden
- 104 - Rutherfordium (Rf)
- 105 - Dubnium (Db)
- 106 - Seaborgium (Sg)
- 107 - Bohrium (Bh)
- 108 - Hassium (Hs)
- 109 - Meitnerium (Mt)
- 110 - Darmstadtium (Ds)
- 111 - Röntgenium (Rg)
- 112 - Copernicium (Cn)
- 113 - Nihonium (Nh)
- 114 - Flerovium (Fl)
- 115 - Moscovium (Mc)
- 116 - Livermorium (Lv)
- 117 - Tennessine (Ts)
- 118 - Oganesson (Og)